# 騎兵

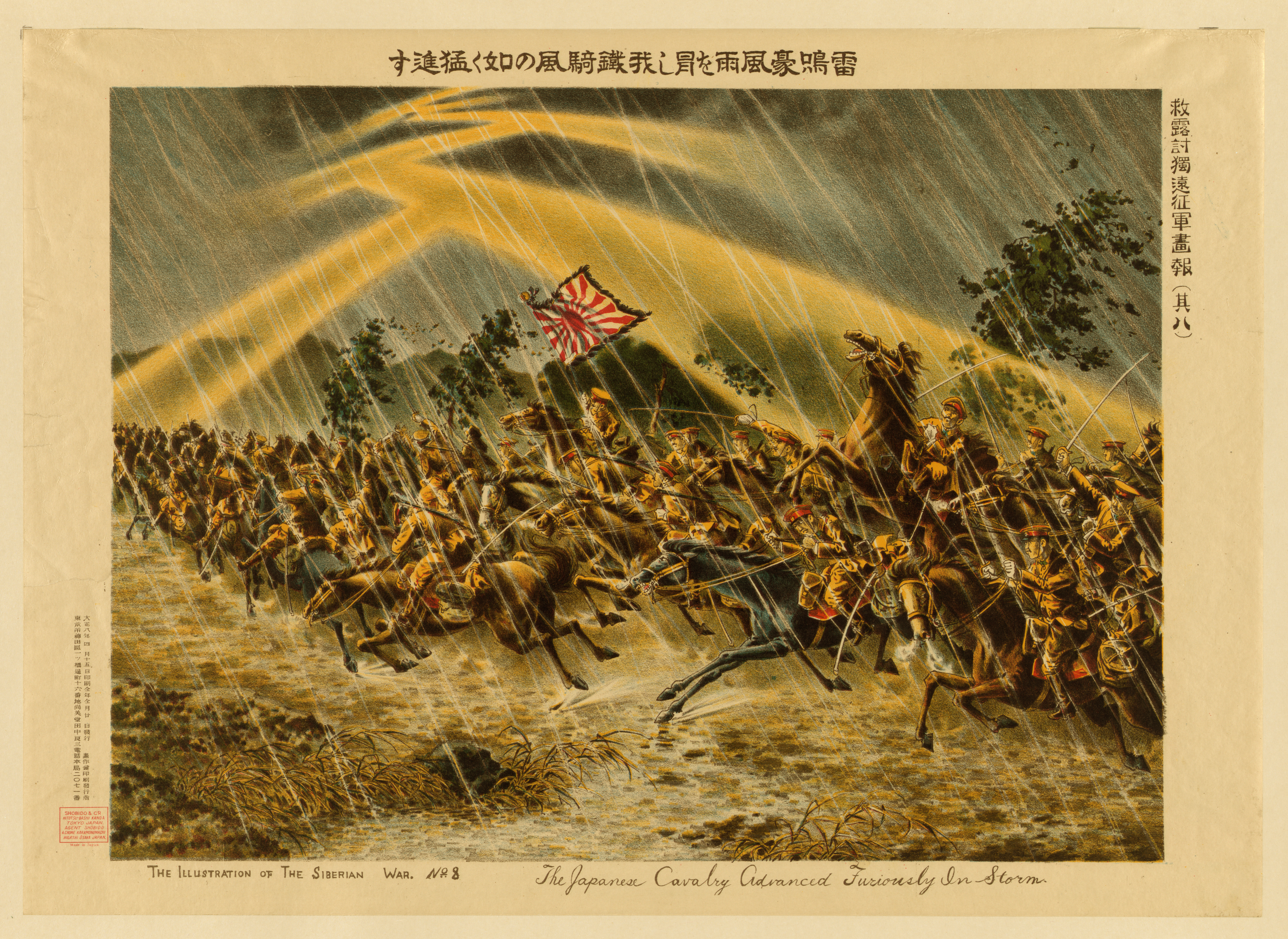
シベリア出兵における大日本帝国陸軍騎兵連隊

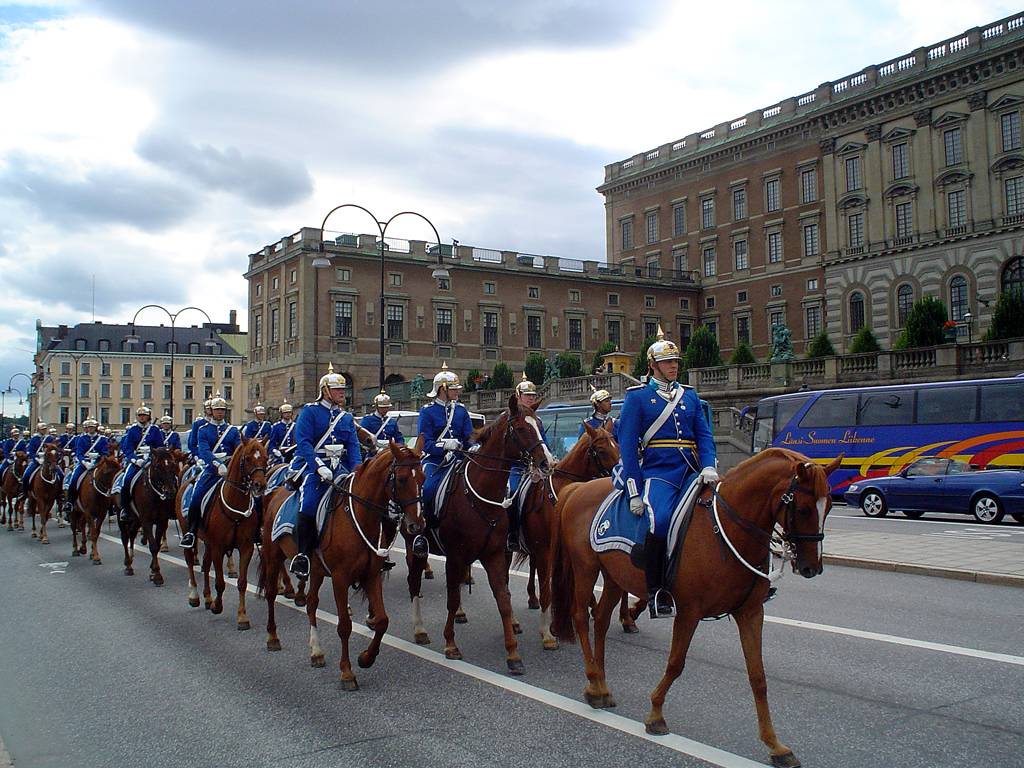
現代における騎兵の例（スウェーデンの衛兵）

騎兵（きへい、英: cavalry, trooper）は、兵種の一つで、動物、主に馬に騎乗して戦闘行動を取る兵士である。最初はロバが使用されていたが、後に馬が主流になった。最古の騎兵は動物が曳行する戦車に乗った兵士であったが、後に動物に跨る騎兵に移行していった。
騎兵は相対的に高い機動力・攻撃力を誇り、作戦の幅を広げ、偵察、伝令、警戒など後方支援でも活躍した。また、軽騎兵・重騎兵と分類されることもあり、前者は機動力を、後者は攻撃力及び防御力を重視している。狭義には乗馬したまま戦闘するものだけを騎兵と呼び、下馬して戦闘するものを乗馬歩兵 (mounted infantry) と呼んで区別することもある。
現代では騎兵の任務を引き継いで装甲車やヘリコプターに搭乗する機動性に富んだ部隊も「騎兵」と呼ぶことがある。

## 歴史上の騎兵

### 古代

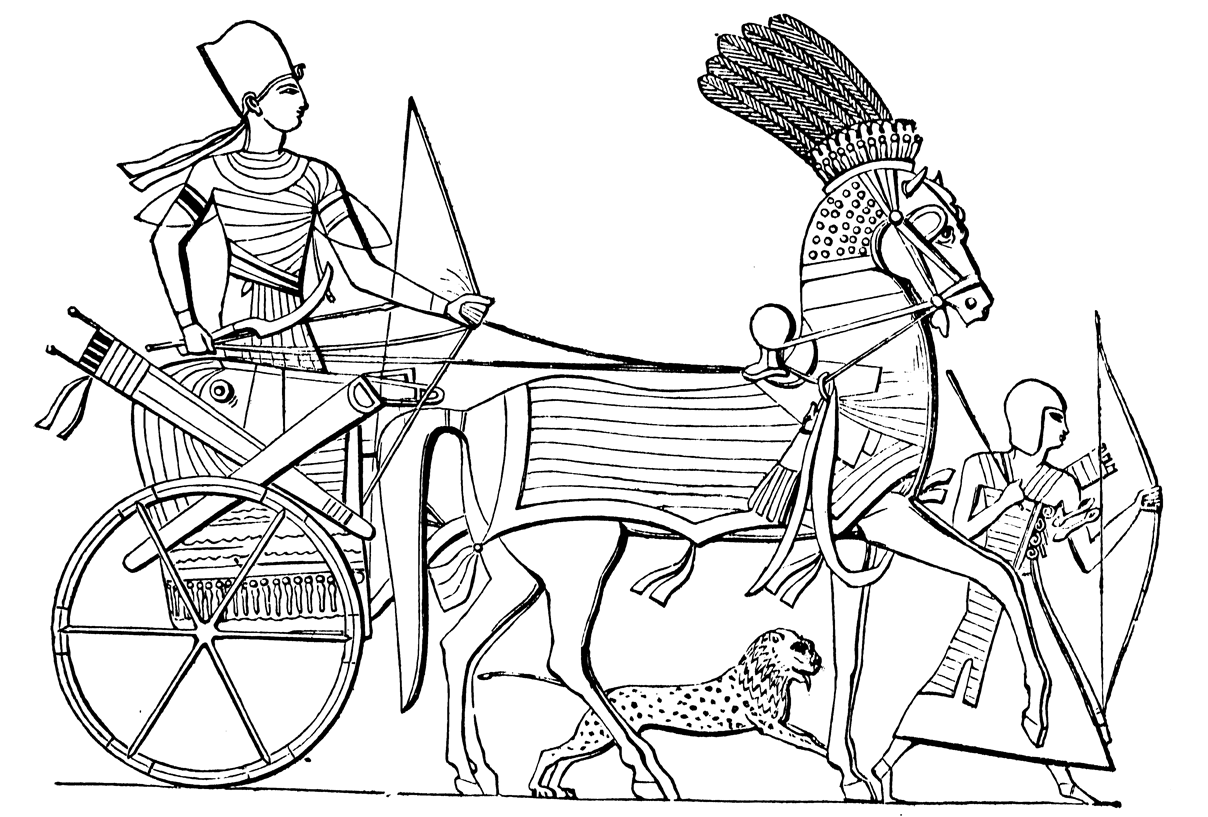
古代エジプトの戦車。

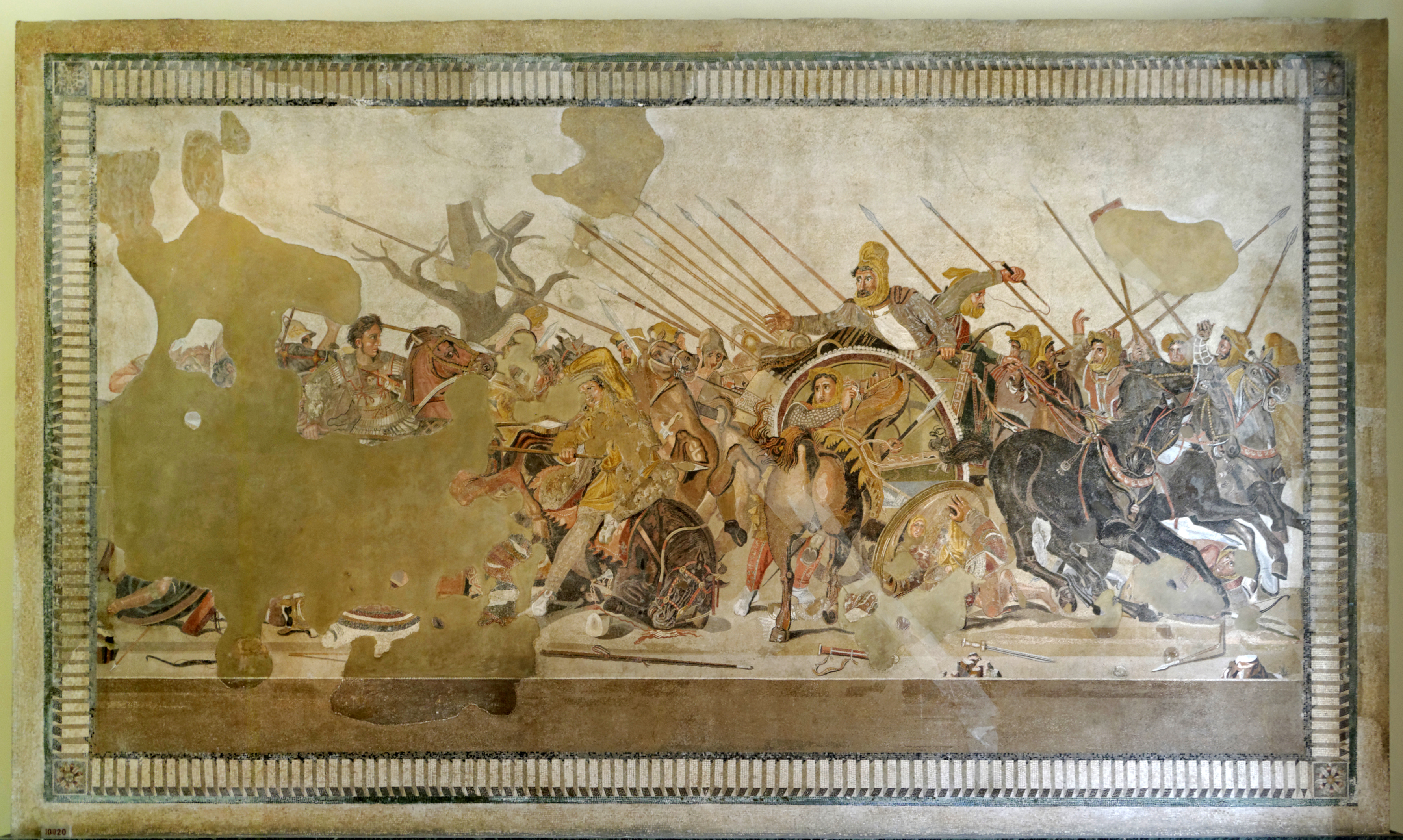
イッソスの戦い

有史に残る最古の騎兵は、紀元前2500年、メソポタミアのシュメール絵に描かれた戦車部隊である。最初は馬の存在が知られておらず、ロバが使用されていた。馬にまたがる騎兵への移行は、新アッシリアのレリーフに残されており、アッシュールナツィルパル2世の治世が最初である。裸馬に御者が盾を持ち、弓兵とまたがるもので速度は遅く、馬の腎臓を傷めた。
近年、ウクライナのデレイフカ遺跡から出土した馬の頭骨のうち、下顎骨の第二前臼歯が磨耗しているものが数体見つかっている。これは乗用馬に使用し第二前臼歯と接し摩耗痕を残す馬具であるハミを咬ませていたことを窺わせるもので、ハミ留め具（鏡板）とも考えられている有孔の鹿角製品とともに出土した。デレイフカ遺跡の馬遺体は騎乗の技術は紀元前4000年に既に確立されていることを窺わせるものであるとする仮説があり議論を呼んだが、その後放射性炭素年代測定により馬遺体の年代が紀元前8世紀以降のスキタイ期であることが指摘され、発表者は現在、騎乗の推定開始年代を1000年以上下げている。尚、乗用馬以外の駄馬や農耕馬など馬を引いて歩く時にはハミは必要にならない。
古代ギリシアでは歩兵による密集戦術が主流で、馬は指揮官が使う補助的な役割でしかなかった。近年の研究では既に地中海世界では大型の鞍が発明されており、旧説で言われているほどには騎乗は困難でなかったとは言われるが、鐙（あぶみ）が発明されるまでは馬上で武器を扱うのは困難であり、幼い頃からの鍛練が必要な特殊技能であった。中国やイラク、シリア、ギリシャなどの農耕地域では馬を育てることに費用が嵩むため、所有出来るのは金持ちや有力者に限られていたようである。牧畜を行って暮らしていたマケドニア人の王ピリッポス2世は、マケドニア部族の子弟を集めた重騎兵部隊（ヘタイロイ）や服属させた周辺国から徴募した軽騎兵部隊を組織した。ピリッポス2世の子のアレクサンドロス大王は徴発されたファランクスと騎兵隊による鉄床戦術でアケメネス朝ペルシャを滅ぼし広大な領域を征服したが、スキタイの騎兵には苦戦を強いられ撤退を余儀無くさせられた。
アジアでは、紀元前20世紀頃から中国のオルドスや華北へ遊牧民の北狄が進出し、周囲の農耕民との交流や戦争による生産技術の長足の進歩が見られ馬具や兵器が発達、後に満州からウクライナまで広く拡散する遊牧文化や馬具等が発展した。
匈奴・スキタイ・キンメリア等の遊牧民（騎馬遊牧民）は、騎兵の育成に優れ、騎馬の機動力を活かした広い行動範囲と強力な攻撃力で、しばしば中国北部やインド北西部、イラン、アナトリア、欧州の農耕地帯を脅かした。遊牧民は騎射の技術に優れており、パルティア・匈奴・スキタイ等の遊牧民の優れた騎乗技術は農耕民に伝わっていったが、遊牧民は通常の生活と同様、集団の騎馬兵として戦ったのに対し、農耕民では車を馬に引かせた戦車を使うことが多かった。
共和政ローマはカルタゴのハンニバル率いる各国傭兵隊に、騎兵を活用した包囲戦術でカンナエの戦いを始めとする戦いにおいて手痛い敗北を喫した。ギリシャの諸ポリスと同じく市民兵を中核とするローマは歩兵だけでなく騎兵部隊もまた自国民から召集していた（エクイテス）が、カルタゴ側のイベリア騎兵やヌミディア騎兵に比べて質量ともに問題があり、カンナエの戦いでは同盟騎兵を合わせてもカルタゴ軍の半数程度しか集められなかった。その後、ガイウス・マリウスの軍制改革で創設された補助軍（アウクシリア）を通じて属州内から騎兵を募る様になった。とはいえローマの戦術は基本的に歩兵中心であり、騎兵は敵騎兵による歩兵の包囲を防いだり、歩兵が勝利を得た後の追撃戦に用いられることがほとんどだった。
中国では春秋時代までは戦車（チャリオット）が軍の主力であった。戦術の発達した戦国時代に入ると、機動力に優れ用い易い騎兵が重要視されるようになった。兵法書の『呉子』でも騎兵の重要性が説かれている。趙の武霊王が反対意見を押し切って胡服騎射（騎馬遊牧民の服を着用し、騎射を行う訓練方法）を取り入れたことはこの時代の軍制変革を象徴する出来事である。しかし中原地域では馬の養殖に必要な草原が乏しいゆえ騎兵の育成費用が高く、しばらくは弩や長柄兵器を用いた歩兵が軍の主力を占め続けた。弩は普通の弓より長射程・高威力であり、騎兵に対しても有効だった。前漢の武帝の時代以降になると、定住しない匈奴の騎兵に対抗するため本格的な騎兵部隊が編制されるようになり、匈奴を服属させ西域を支配した。また、後漢や魏も服属させた遊牧民の南匈奴や烏桓などから騎兵を募った。
また、ゾウの生息地域では、これを調教して騎乗する戦象と呼ばれる類似兵種も存在し、インドでは15世紀の中頃まで使用された。

### 中世

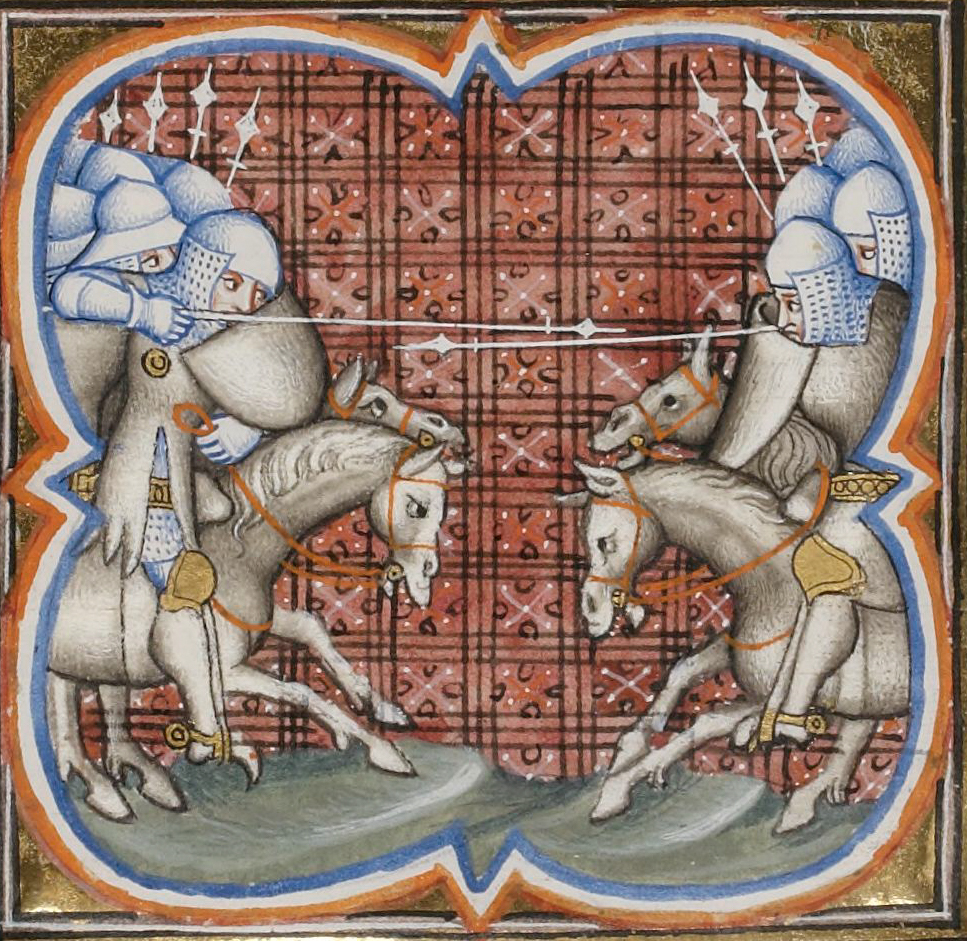
中世ヨーロッパの騎士（1213年・ミュアの戦い）

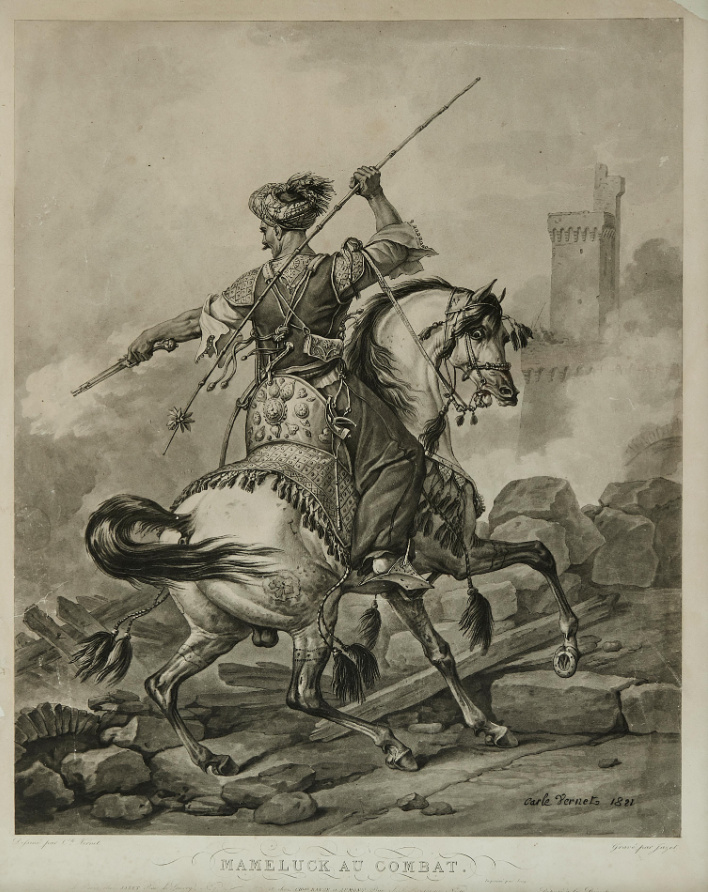
マムルーク騎兵。

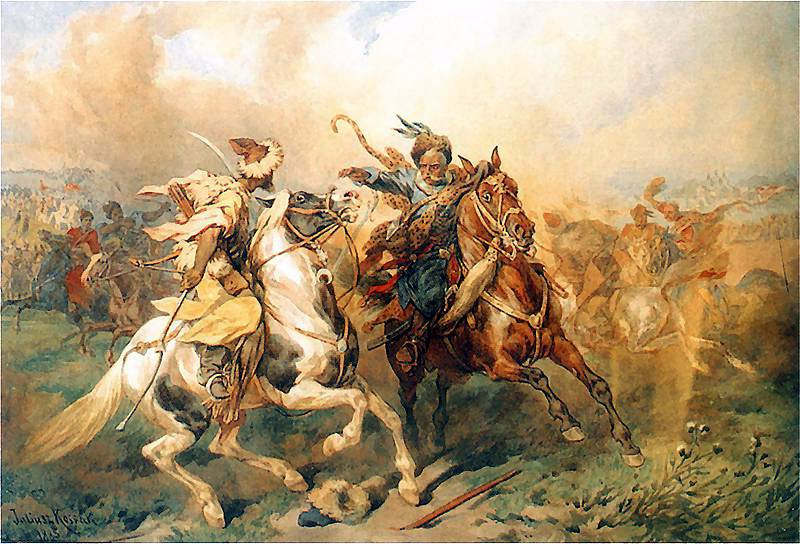
タタール騎兵。

鐙は4世紀までに中国で発明され、7世紀までには東ヨーロッパへ伝わったとされている。鐙を使用することにより、騎兵は馬と鎧を纏った自身の体重を手に持った槍や矛の矛先に集中させ攻撃することが可能となり、騎兵は機動力に増して強大な攻撃力を期待できるようになった。これらの理由から、モンゴル高原の遊牧民、中国の南北朝時代の北朝や隋や金、中東のサーサーン朝、欧州の東ローマ帝国やフランスなどでは、騎手が全身鎧を装着し、騎馬にも鎧を装着させるなど騎兵の重武装化が進んだ（重装騎兵）。欧州地域では馬種改良により大柄で力の強い重種馬が出現していたことも騎兵の重装化を支えたが、騎兵の過剰なまでの装甲化は、魯鈍な重種馬の利用と重量の増加から機動力を殺ぐ結果をまねいた。重装備の装甲騎兵は、軽騎兵や歩兵陣形の側面または後方に温存され、戦闘の最終段階で敵歩兵を突破する戦力として用いられた。モンゴル高原や中央アジア、キプチャク草原などの北アジアでも騎兵の重装甲化は進んだが、ヨーロッパにおけるような過度の重装化には至らず機動力が失われることはなかった。
ヨーロッパでは重騎兵である騎士が戦争の花形となり、槍で近接攻撃を行うことがよしとされ、弓などの射的武器を敬遠する風潮や儀礼化した騎士同士による一騎討ちが戦争の体系となるなかで大いに栄えた。また騎士による競技も盛んとなった。中世後期になり、それまでの儀礼的な戦闘が敵戦力の壊滅を目的とする殲滅戦に変わっていくと、歩兵戦力の重要性が高まった。歩兵は密集陣形をつくり、長弓（ロングボウ）や弩弓（クロスボウ）のような投射武器やハルバード（Halberd 槍斧鉤形状長柄武器）やパイク（5-6mの長槍）のような長柄武器で騎士に対抗した。歩兵の対騎兵戦術が整備されるとともに、戦場での騎士の重要度は次第に減少していった。
東アジアでは大規模な民族移動による影響も相まって、数百年ぶりに安定した統一中国王朝として現出した唐帝国ではそれ以前の王朝と比べて騎兵の重装備化が進み、常備軍の中における騎兵部隊の割合も大きく増えた。唐はこの騎兵戦力を主力とした強力な遠征軍を用い、北方遊牧民の大国であった西・東突厥、東北アジアの最強国であった高句麗を次々と滅ぼし、ユーラシア大陸における随一の超大国として君臨した。唐滅亡後に良馬の産地であった燕雲十六州や河套平原がそれぞれ契丹や西夏などの異民族によって併合されたため、宋は強力な騎兵部隊を編成することができず、他国との戦争において終始劣勢に立たされることになった。弩や火薬を用いた兵器などがこの時代にて大きく発達したのも宋が遼や金の騎兵に対抗するために遠距離武器を重視したことによる影響であるとの説がある。
遊牧民族の騎馬軍団はこの時代の最強の軍隊である。モンゴル高原や中央アジアなど遊牧民の生息域は常に良馬の供給源であり、さらに農耕国家の軍隊には欠かせない補給を無視できる遊牧生活の特性ゆえ、一度でも強力な指導者が現れればフン帝国、突厥帝国やモンゴル帝国のように、ユーラシア大陸の複数地域に跨って巨大帝国を築いた。これらの帝国が崩壊した後も、モンゴル系やテュルク系民族はその強力な軍事力を基にイスラム世界やインドなどでマムルーク（奴隷軍人）として力を持ち、時には在来勢力に代わって政権を掌握することもあった。

### 近世

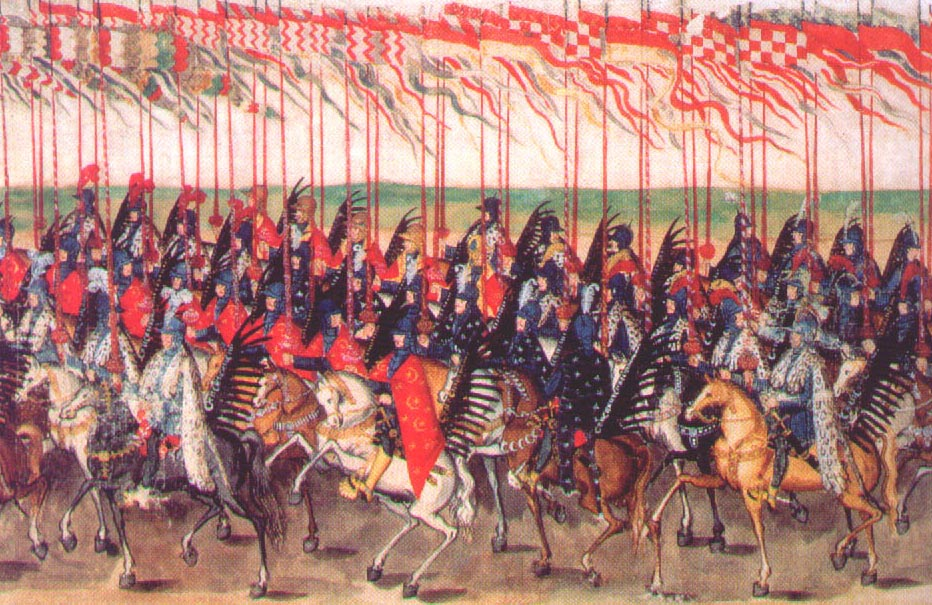
ポーランドのフサリア隊（1604年）

ヨーロッパではパイクの登場や火器の発達、テルシオ戦術の普及により、旧来の重武装し槍突撃で敵を粉砕する騎兵は姿を消すようになった。かわって登場したのが、銃で武装した乗馬歩兵である竜騎兵や、胸甲騎兵、火縄銃騎兵といった火器を活用する騎兵であった。一部ではカラコールなどの技巧的な戦術も見られた。しかし17世紀頃になると、ポーランド王国大元帥スタニスワフ・コニェツポルスキ、スウェーデン王グスタフ・アドルフ、フランス王ルイ14世らによって、発達した火器の利用と共に騎兵のサーベル突撃などを復活させた近代的な運用方法が生み出され、騎兵は歩兵、砲兵に並ぶ3兵種の一つとなった。なお、重騎兵の装甲をも銃器が貫通できるようになると全身甲冑はもはや不合理なものとなり、装甲の面積を限定して全身甲冑より厚く重い鉄板を用いた胸甲（Kürass、当初は頭から膝下までを覆う甲冑）を重騎兵は用いるようになった。時代が進むと、より簡素な背当てと胸当てで文字通り胸部を覆う程度にまで重騎兵の胸甲は縮小されていった。
チャルディラーンの戦いではオスマン帝国の歩兵常備軍がサファヴィー朝の騎馬軍団を相手に勝利したり、文禄・慶長の役でも鉄砲で武装した日本の軍が明の騎兵隊を打ち破るなどした。

### 近代
フリードリヒ大王らが活躍した18世紀中頃、当時の成熟した近代軍制において、騎兵は一般に以下の3種に専門分化した。
重騎兵
大型の馬に乗り、騎馬突撃で敵歩兵の隊列を粉砕するエリート騎兵。防御用の胸当てを付けたものは胸甲騎兵などとも言われる。銃器の発達により軽騎兵に吸収される形で次第に衰退した。第一次世界大戦までは存在したが、その後は完全に見られなくなった。
軽騎兵
小型のアラブ馬に乗る軽武装の騎兵。偵察や奇襲、追撃に使われた。ハンガリー騎兵をモデルにサーベルを装備したユサールが代表的であるが、ポーランド騎兵（ウーラン）をモデルに槍で武装した槍騎兵や、猟騎兵と呼ばれるものもあった。
竜騎兵
古くは馬で移動し下馬して戦う乗馬歩兵を指したが、後に中型の騎兵全般を指すようになる。国により軽騎兵に属したり、重騎兵に属したりした。
この様な騎兵の戦術の変化は、戦争から遠のいていた日本などの地域では起こらなかった。
19世紀前半のナポレオン戦争時代に、騎兵は再び全盛を迎え、フランスの元帥ミュラに代表されるように戦場の花形となったが、その後マスケット銃より優れたライフル（施条）構造の普及や後装式小銃、機関銃などの登場により、騎兵は射撃の的でしかなくなり、攻撃力としての役割は失われてしまった。19世紀後半の普仏戦争におけるフランス騎兵隊がプロイセン軍の圧倒的火力の前になす術もなく全滅した悲劇が歴史に刻まれている。一方のプロイセン騎兵は正面戦力としては投入されず、索敵や斥候、伝令として活用されることで勝利に貢献した。
1794年から1795年の冬期に、ゾイデル海が凍結しテセル島周辺で身動きがとれなくなっていたオランダ艦隊が、氷上突入したフランス騎兵と砲兵に包囲捕獲されたという非常に珍しい戦果も記録されている(デン・ヘルダーでのオランダ艦隊の捕獲（英語: Capture of the Dutch fleet at Den Helder））

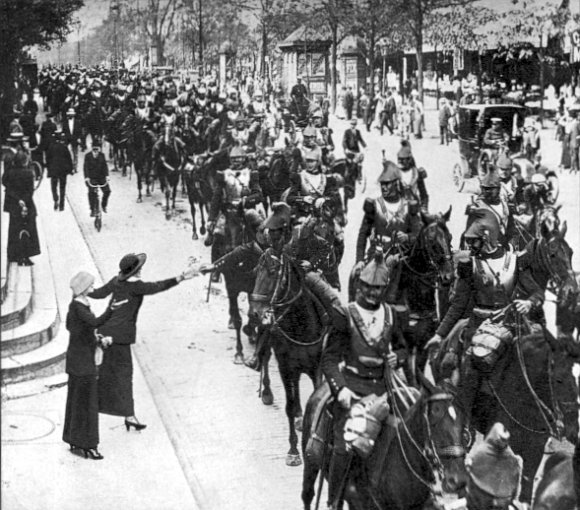
パリを行進するフランス重騎兵隊（1914年8月）。

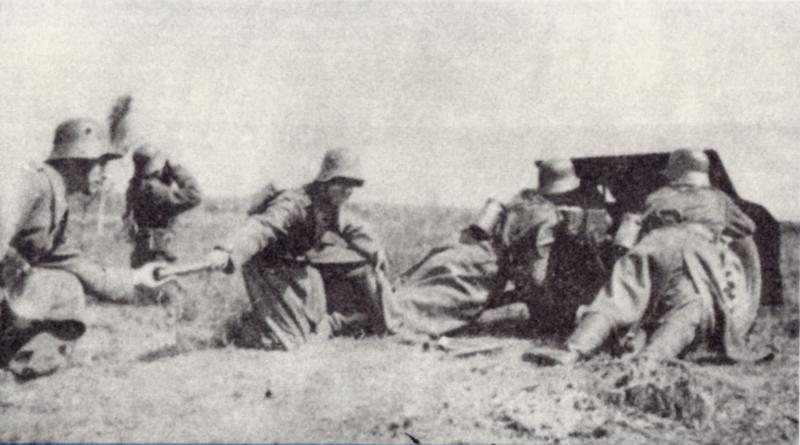
ボフォース 37mm対戦車砲でドイツ戦車部隊を攻撃するポーランド陸軍第10騎兵旅団。

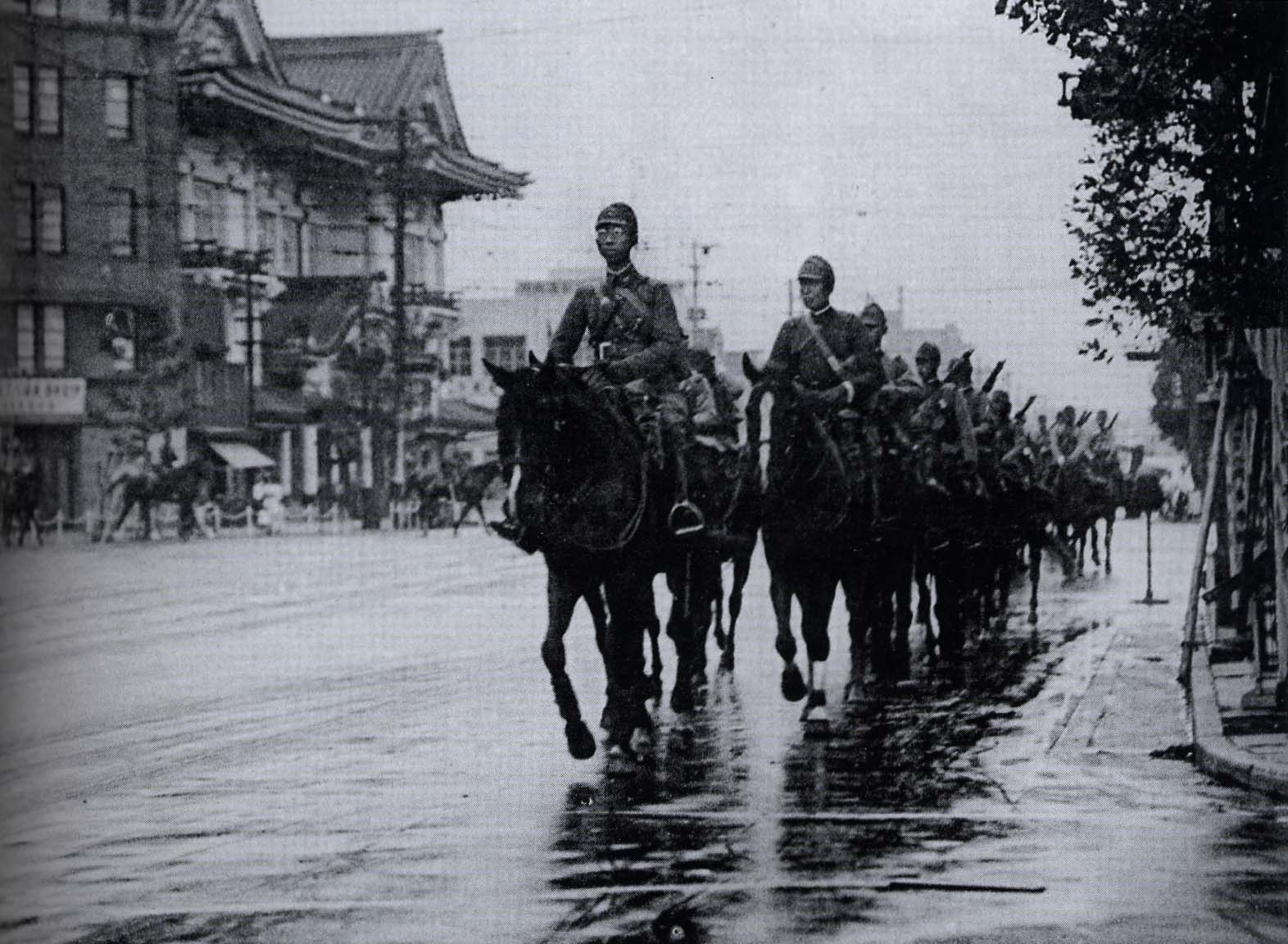
日本軍の騎兵（1938年。東京）

近代戦に移行すると徐々に騎兵の評価は下ることなった。特に日露戦争で機関銃、塹壕戦などが主流になり、コサック騎兵が破れる戦果から、騎兵の是非が問われるようになる。
第一次世界大戦にウーラン将校として参戦したマンフレート・フォン・リヒトホーフェンは既に活躍の場が少ないと判断して航空部隊へと転属した。戦闘機乗りとして活躍しエースパイロットとなったが、転属後もウーラン時代の軍服を着用していた。
第二次世界大戦では馬上戦闘はわずかな例を除いて見られなくなり、馬は主に移動や運送での使用が多くなり、各国の騎兵は自動車化と機械化が促進されて機動歩兵、装甲部隊としての役割が濃くなっていた。
ドイツ軍はポーランドへ侵攻したが、ポーランド軍の騎兵は戦車の側面に回り込んで対戦車兵器で攻撃していた。騎馬突撃は敵歩兵への奇襲や掃討に用いられた。ドイツ軍では独ソ戦末期のブダペスト包囲戦の際には騎兵師団を投入しており、ティーガーIIを装備したFHH重戦車大隊と2個騎兵師団で編成されたハルコネック騎兵軍団が連携してソビエト赤軍を攻撃、一定の成果をあげている。また、イタリア軍はブラウ作戦で、サヴォイア騎兵連隊が騎兵突撃を行い成果を出した。現在装甲車部隊に改変されたサヴォイア騎兵連隊はこの戦績を顕彰し、装甲車に当時の軍馬達の名前を冠している。ソ連軍ではコサック騎兵が突撃を敢行したこともあった。戦争末期には東ポンメルン攻勢においてポーランド人民軍の第1独立騎兵旅団のうち2個中隊が、イタリア戦線においてはアメリカ軍第10山岳師団所属の偵察騎兵中隊が騎兵突撃を成功させている。これが、欧州戦線で成功した最後の騎兵突撃と伝えられている。
イギリス軍では、1942年3月にビルマ戦線で行われた戦闘が最後の騎兵突撃として知られている。アーサー・サンデマン大尉の指揮する英印軍騎乗歩兵部隊はビルマ中部のトングー近郊で日本軍に遭遇したが、それを当時付近で活動していた友軍の中国遠征軍と誤認してそのまま接近し、サンデマン大尉を含む多数が戦死した。騎乗歩兵はあくまで戦闘時には下馬する部隊であり、サンデマン大尉らが騎兵突撃を行ったこと自体を疑問視する見方もある。

### 現代
第二次世界大戦の後に勃発した第二次国共内戦中の淮海戦役では1949年1月10日に華東野戦軍の騎兵旅団が撤退する国民党軍の戦車部隊に追撃戦を実施した。華東野戦軍の騎兵旅団は対戦車兵器を持たないため、騎兵突撃を敢行し馬から戦車に飛び乗っての肉弾攻撃などにより戦車6両を鹵獲、兵士46名を捕虜とする戦果を挙げている。
更に後の騎兵突撃の例としては、アルジェリア戦争において1957年5月14日にフランス軍騎兵部隊が実施したものが挙げられている。
その後は伝令・偵察任務や大砲の牽引、物資の輸送運搬に使われていたが、それも鉄道や自動車などの登場により、徐々にその姿を消すこととなった。今日では、道路網の整備状況の悪い第三世界や山岳地帯において馬の軍事利用の例がみられる。
2022年ロシアのウクライナ侵攻では、装甲車両不足に悩まされたロシア軍が、一部で移動手段としてウマを使用した。

## 日本における騎兵

### 先史から鎌倉時代まで

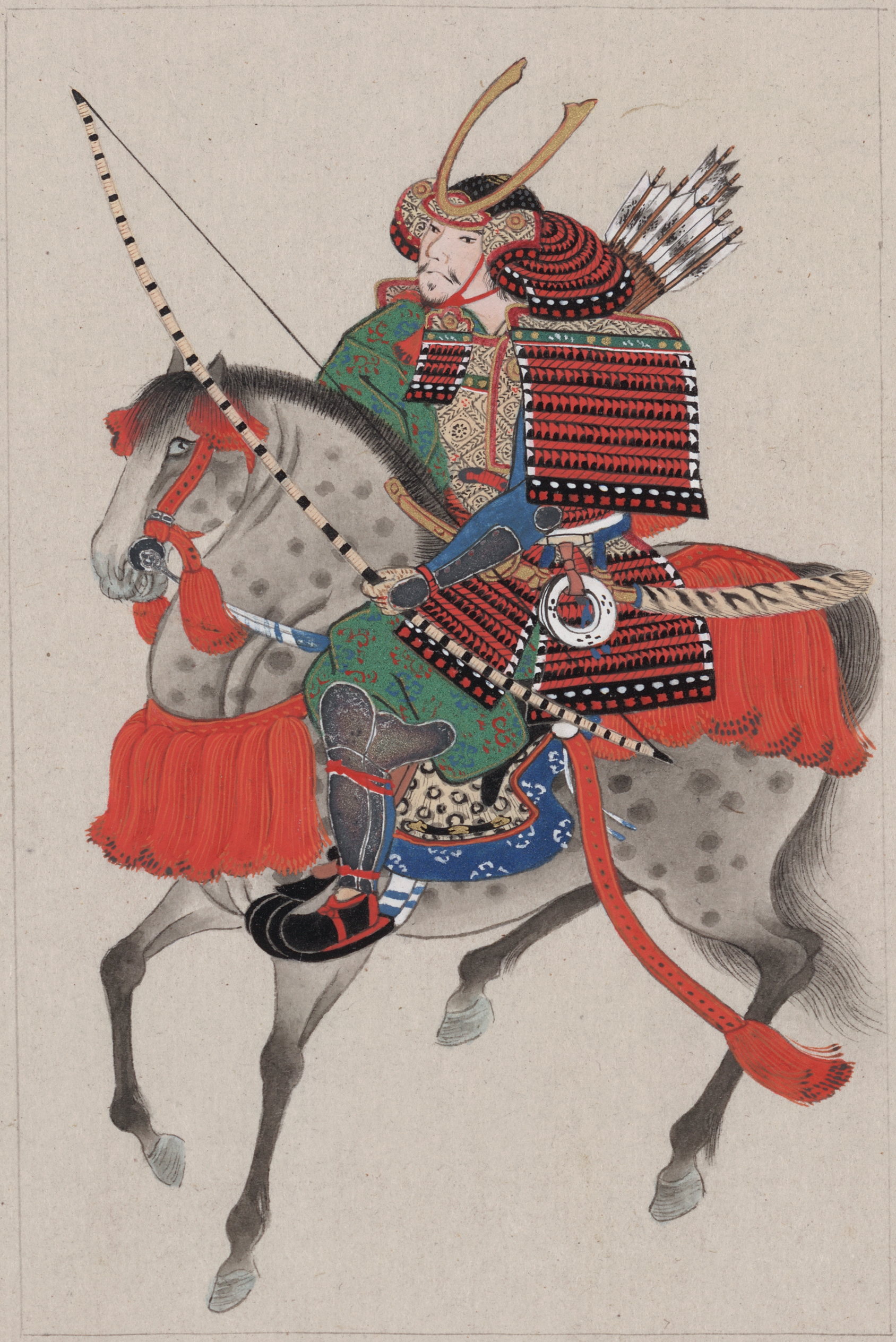
大鎧と弓で武装した武士

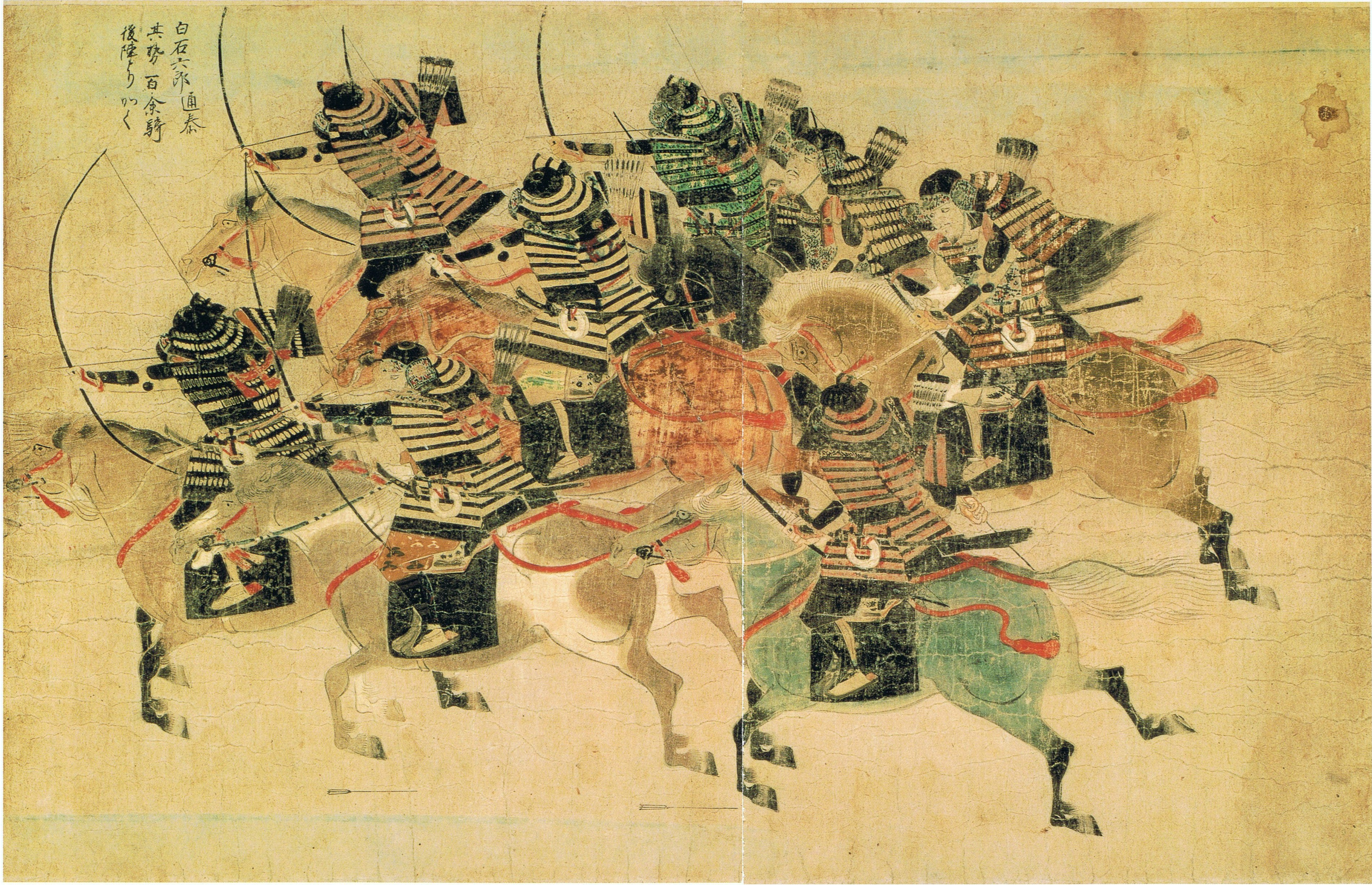
元寇の文永の役における鳥飼潟の戦いで竹崎季長の後方より駆け、元軍に弓を射る肥前国御家人・白石通泰の手勢。墨書に「白石六郎通泰/其勢百余騎/後陣よりかく」。（『蒙古襲来絵詞』前巻・絵5・第17紙）

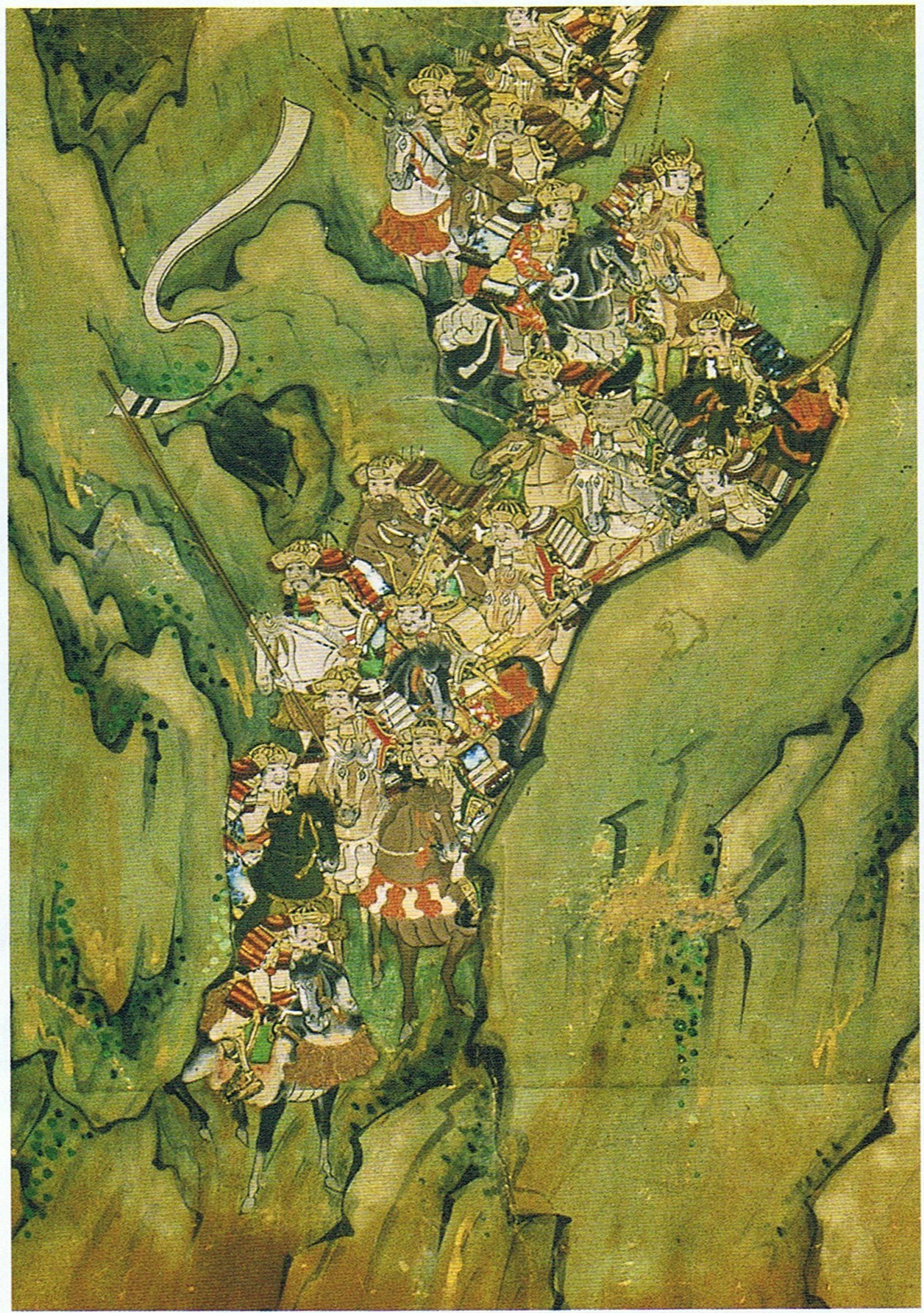
一ノ谷の戦いでの鵯越の逆落としを描いた『源平合戦図屏風』「一ノ谷」

日本の騎兵は、大陸と異なる独特な発展を遂げた。
日本列島では古墳時代の4世紀末から5世紀に家畜としての馬が九州に伝来し、方形周溝墓や古墳の副葬品として馬骨や馬歯、馬具が出土しており、乗馬として用いられたと考えられている。
律令国家の時代、天武天皇は武官に対して用兵・乗馬の訓練に関する発令をし、大宝律令と養老律令を通じて学制で騎兵隊が強調された。
ヤマト王権と対立した蝦夷は狩猟で培った騎射を主体に戦う軽騎兵であった。騎射の技術は俘囚によって伝わり、武士たちは乗馬と弓の技術を「弓馬の道」と呼び戦闘技術として尊ぶようになった。これ以降は騎兵であることは武士の身分を示すものでもあった（詳しくは武士、士分の項を参照のこと）。封建制の発展した中世の日本において、武士達は西洋の封建領主（騎士）のように、自身らは騎兵として武装し、郎党、従卒からなる徒歩の兵を引きつれ戦争を行った。
ヨーロッパの騎士が槍による突撃を好んだのに対し、日本の武士は弓を主力とし、薙刀や大太刀などの打物は矢が無くなってから使用する武器であった。また大陸の遊牧民や蝦夷が軽装で馬上で取り回しが良い短弓を使う軽装短弓騎兵であったのに対し、日本の武士は重装備である大鎧を纏い、威力を重視した長弓（和弓）を使う重装長弓騎兵であった。この類型は日本独自である。
日本において、騎兵の戦術に長けていた指揮官としては、一ノ谷の戦いで騎兵を生かした奇襲攻撃で勝利した源義経がいる。
日本の騎兵が海外の軍隊と交戦した例として元寇がある。文永の役において、九州に出動した御家人は元軍と激戦を繰り広げた。
元寇における鎌倉武士の様子をモンゴル帝国の官吏・王惲は「兵杖には弓刀甲あり、しかして戈矛無し。騎兵は結束す。殊に精甲は往往黄金を以って之を為り、珠琲をめぐらした者甚々多し、刀は長くて極めて犀なるものを製り、洞物に銃し、過。但だ、弓は木を以って之を為り、矢は長しと雖えども、遠くあたわず。人は則ち勇敢にして、死をみることを畏れず」 と鎌倉武士が騎兵を密集させて集団で戦っていたことを指摘している。『蒙古襲来絵詞』絵五にも鎌倉武士が騎兵を結束させて集団で戦っている様子が描かれており、王惲の指摘を裏付けている。

### 南北朝時代～江戸時代

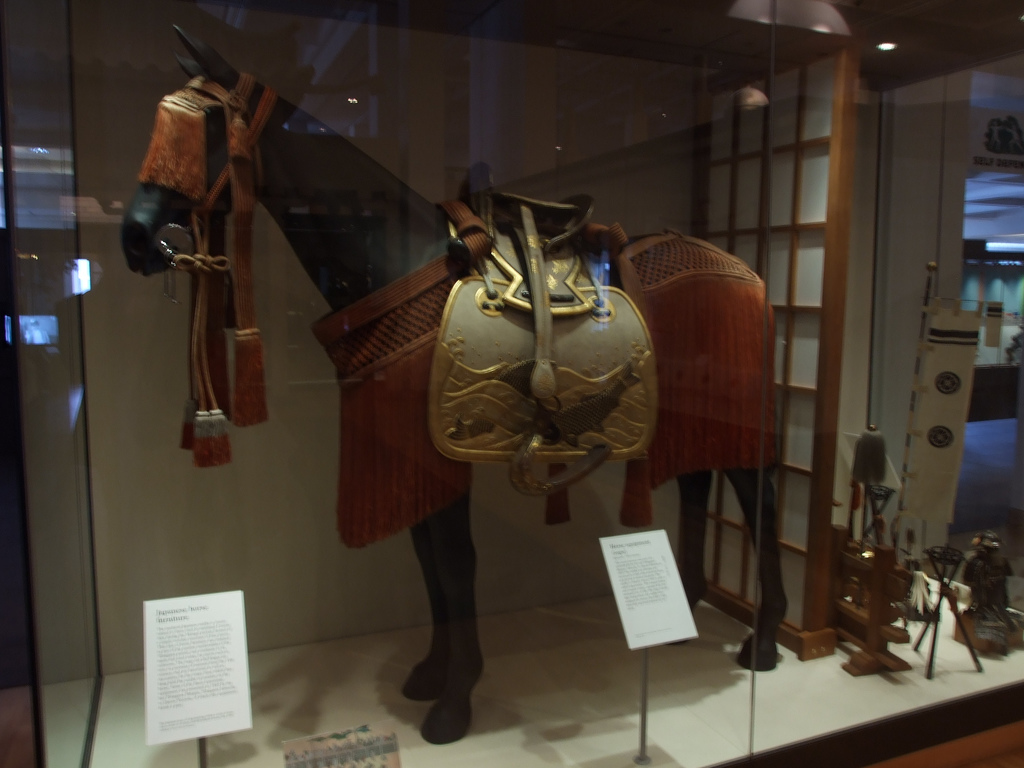
馬装

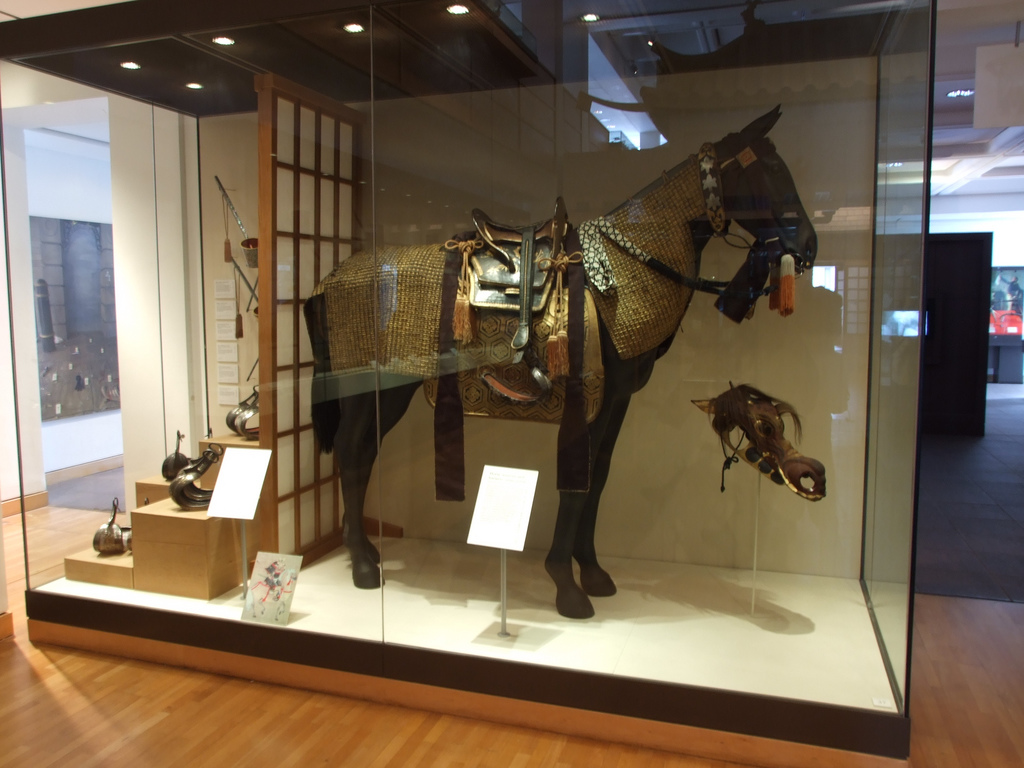
馬鎧

南北朝時代のころから、日本はかつての騎兵を中心とした戦争から歩兵中心の戦闘に移行し、騎兵もそれ以前とは異なる運用がされるようになっていった。足軽が軍の主力となることで歩兵戦闘が戦の中心となり状況によって降りて戦うことも必要とされてきたのである。ルイス・フロイスは著書『日本史』第41章、元亀二年（1571年）八月、和田惟政が白井河原の戦いで騎馬武者を下馬させ戦闘した項で、「交戦の際には徒歩で戦うのが日本の習慣だから」と説明している。
『軍法侍用集』にも騎馬を集結運用する陣形が登場しており、馬、槍、鉄砲の運用について言及した長宗我部元親の文書や『雑兵物語』などの当時の文献でも、その様子を窺い知ることが出来る。上記のフロイスの記述がある一方、その4年後の天正三年（1575年）の長篠の戦いに徳川家臣として従軍した水野正重の書上「覚書　故水野左近物語」（譜牒余録巻三）には戦闘中に武田の騎馬武者が3～50騎の集団で陣城前の柵まで攻め寄せてきた記述があるし、評定での織田信長の言葉として「武田家中の者はよく馬に乗り、敵陣を乗り破る由聞き及びたり、さらに手立てせよ」といい陣前に柵を備えたことが記述されており、他にも騎馬隊による騎乗戦闘があった記述は多くのこされている。当時馬用の鎧（馬の博物館所蔵）が存在していたこともあり乗馬戦闘が皆無だったという訳ではない。先述のフロイスの記述もあくまで少数だった和田勢が多勢の敵に対し密集して挑むために下馬して戦ったまでで、その方が理に適っていたからである（戦場の地形が騎乗戦闘に適していたかも考慮しなければならない）。
また戦国後期になると各兵科毎に集めて部隊を組むことも行うようになっており（戦国遺文後北条氏篇第3巻、1923号には北条氏直が武蔵岩附衆に当てた書状にて小旗、鑓、鉄砲、弓、歩者、騎馬の兵科毎に奉行を置き総勢1500人程の岩附衆がそれぞれの兵科毎に奉行に率いられて戦う様に書かれている）後期には兵科分けが行われた。
重騎兵の優位性が低下した西欧においては、火縄銃を装備した新しい騎兵、竜騎兵が登場したが、日本はそののち江戸時代に入り、250年もの間戦争がほとんどなくなったため、以降、独自に騎兵が発展することはなかった。

### ギャラリー

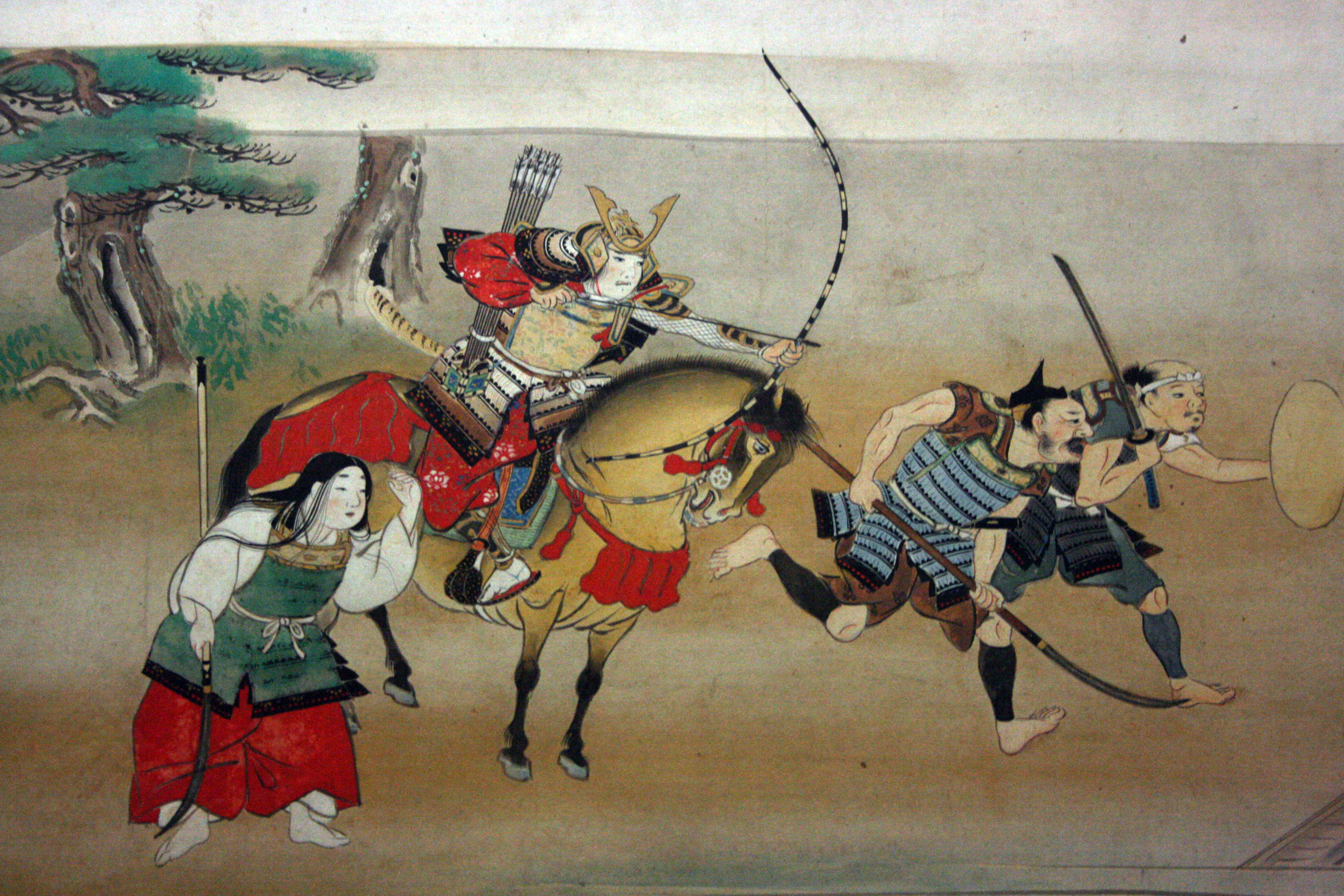
イラスト、16世紀
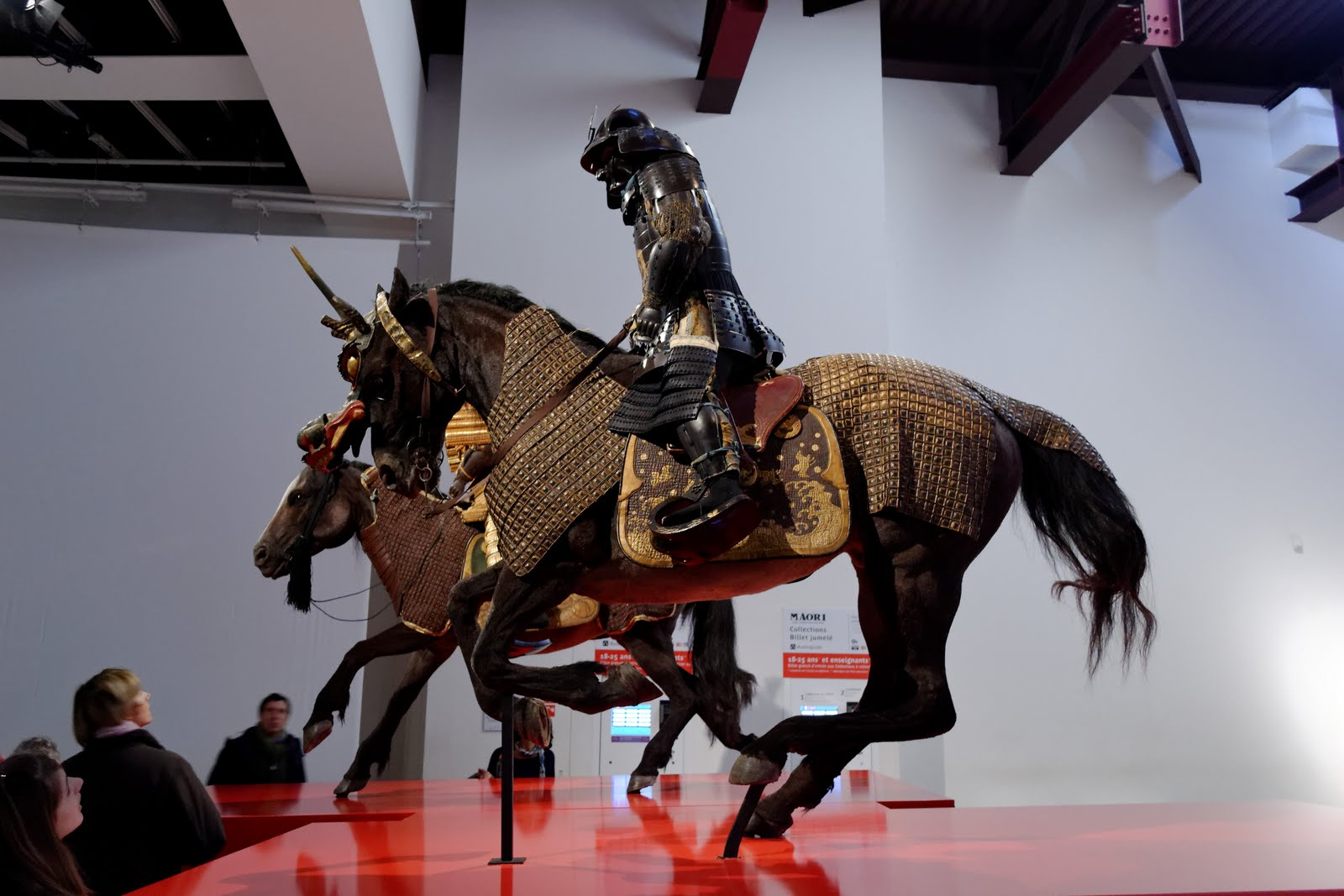
武士の鎧と馬の鎧

### 明治以降

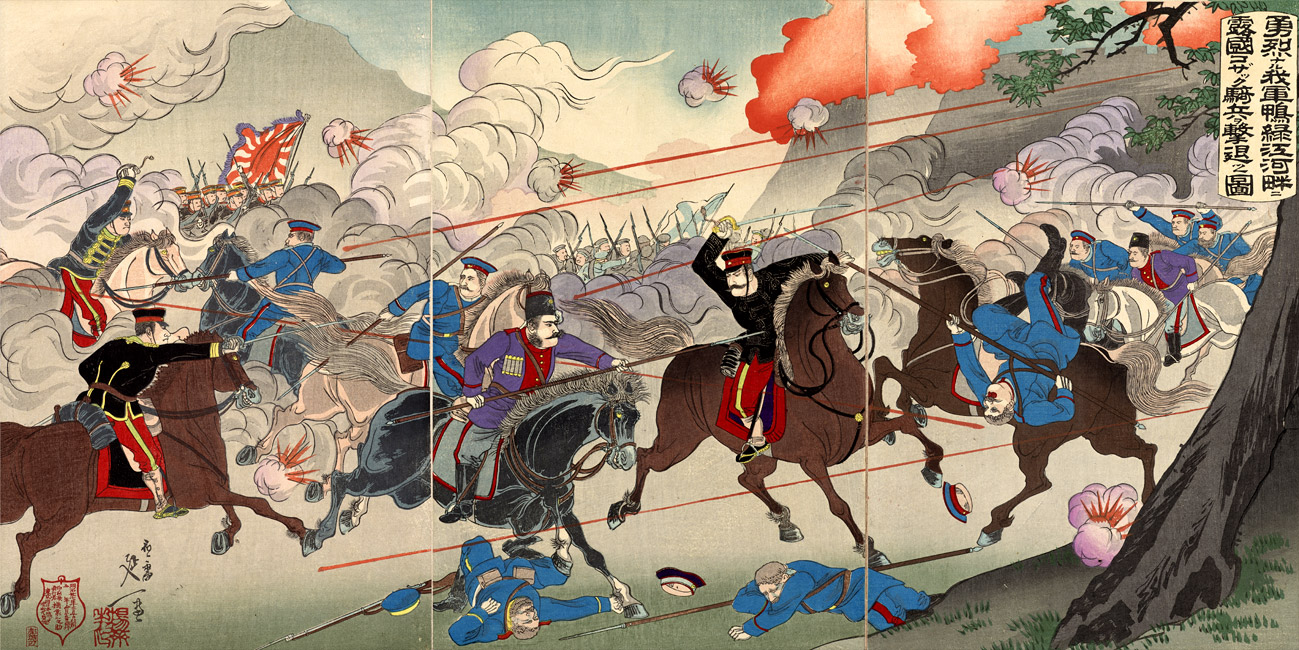
鴨緑江会戦

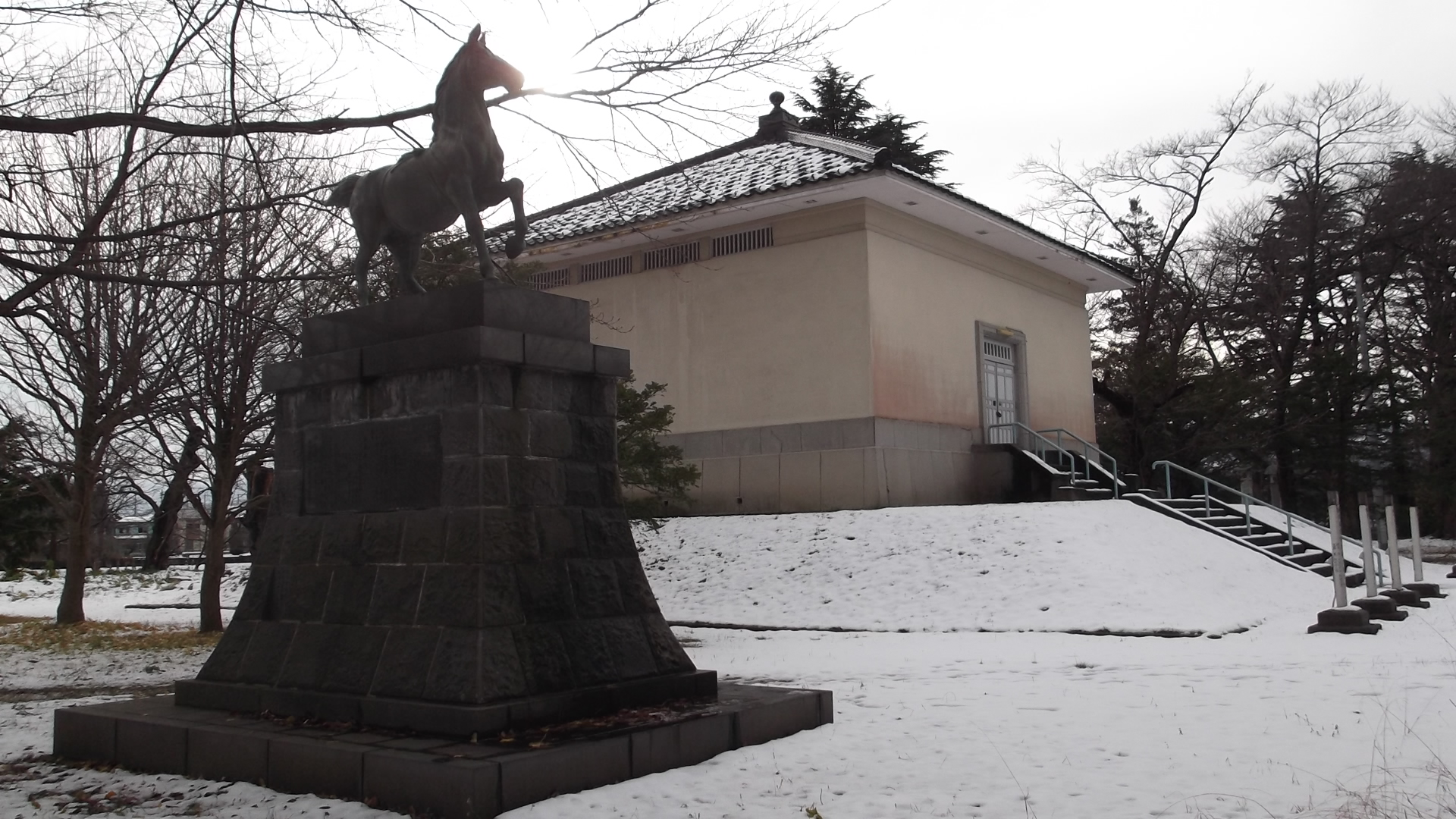
騎兵第17連隊（高田）跡地に建てられた記念碑（新潟県上越市高田公園内）

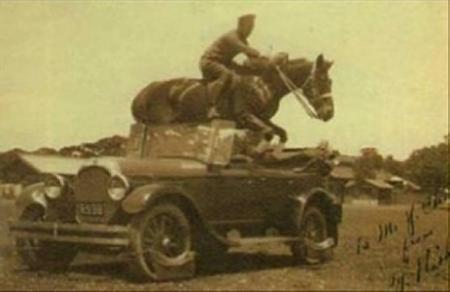
陸軍騎兵学校での西竹一による車越えのパフォーマンス

時代が下り明治維新前後からは、日本は富国強兵の政策のもと、近代的な騎兵隊の創設に着手した。騎兵の運用については、幕末に江戸幕府がヨーロッパから軍事顧問を招き、インドシナ駐留フランス軍士官の指導に基づいて騎兵の訓練が行われている。明治初期に日本陸軍が創設されるとヨーロッパ種が輸入されて軍馬の改良も行われ、秋山好古らが中心となり、騎兵運用の研究が行われた。秋山は騎兵科創設にも関わり、日露戦争においては、馬格で劣る日本馬で、当時世界最強と謳われたロシアのコサック騎兵に勝つため、機関銃の装備など、数々の工夫をなした。秋山好古は『本邦騎兵用兵論』において敵地深く侵入し後方撹乱にあたる挺進騎兵の必要性も説き、永沼挺進隊により実行されている。　その為、秋山は「日本騎兵の父」と呼ばれる。
第一次世界大戦後の軍縮と軍備近代化の中で、運用経費が高価で戦力価値も疑問視された騎兵は、削減の槍玉にあげられ、歩兵師団所属の騎兵連隊の規模縮小などが行われた。騎兵の乗馬戦闘の全面廃止までも論争となり、騎兵科の吉橋徳三郎少将が抗議の自殺をする騒動となった。結果、乗馬戦闘の全面廃止は無かったものの、機関銃の増加などによる乗馬歩兵化や、捜索連隊の創設による機械化が進んだ。1941年（昭和16年）には、歩兵科の流れを汲む戦車兵と統合されて機甲兵となり、兵種としての騎兵は消滅した。騎兵の多くは、西竹一に代表されるように戦車部隊の要員となっていった。
もっとも、機甲兵となってからも、主に中国戦線での運用を目的として少数の乗馬騎兵が存続した。太平洋戦争末期には、本土決戦時の空挺部隊迎撃用に若干の騎兵部隊が新設された。なお、現在のところ日本による最後の本格的な騎兵戦闘・騎馬突撃は、1945年(昭和20年)に行われた老河口作戦での騎兵第4旅団ほかの戦闘であるともいわれる。同旅団は日本最後の騎兵旅団である。3月27日に老河口飛行場の乗馬襲撃、占領に成功し、日本における騎兵の活躍の最後を飾った。

## 現代の騎兵
現代の軍においては、実戦を目的とした大規模な騎馬部隊を保有する国家はアルゼンチン、インド、中国、チリなど地形が険しい地域がある一部のみである。ドイツやオーストリアなどの山岳部隊は、山岳地帯での荷物搬送にウマやロバを利用している。他の多くの国家では、歴史・伝統・閲兵の名誉といった理由から儀礼を目的とした乗馬部隊を保護するに留まっている。
インド陸軍の第61騎兵連隊は2023年の時点において、機械化されていない純然たる騎兵部隊として世界最大規模である。同連隊は国内の治安維持・警備のほか、式典における儀仗も担っている。また同国の国境警備隊（BSF）は大隊規模のラクダ騎兵を保有している。
中国は陸軍とロケット軍において、車両の通行が困難な山岳地帯の国境防衛に現代でも騎馬部隊を運用している。
テロやゲリラなどのいわゆる低強度紛争（LIC）の駆逐・制圧において騎兵が使用されることもある。アメリカ軍によるアフガニスタン侵攻では、潜入した特殊部隊が現地部族とともに騎馬で行動する場面もあった。また砂漠地帯では馬の代わりにラクダを使用することもある。
車両・航空機を用いる部隊の内「（軽防御で）機敏かつ迅速に展開・撤収が可能な部隊」という、近代以前の騎兵と同じ意味合いを持つ部隊が「騎兵」の名称を冠していることがある。具体的一例として、AMX-10RC装甲車を装備するフランス外人部隊第1外人騎兵連隊や、ベトナム戦争時代にはヘリボーン部隊、現在は機甲部隊に再編されたアメリカ陸軍第1騎兵師団など。スペイン語圏のラテンアメリカ諸国では、自動車化歩兵部隊のことを騎兵と称する場合もあり、この場合はロシアの自動車化狙撃兵に近い意味合いで使われる。
警察では依然として多く使われており、欧米を中心とした各国警察においては儀礼だけでなく警備の手段として騎馬隊はまま用いられるが、日本では儀礼目的で少数の部隊が編成されているに過ぎない。代表的な例は京都府警察の平安騎馬隊など。詳しくは騎馬警官の項目を参照。
アメリカ合衆国では幾つかの州のハイウェイパトロールが「State Trooper」を公式の通称として使用し、階級にも巡査相当の「Trooper」が用意されていることがある。これは自動車が登場する前から馬でパトロールしていた名残り。Trooperは騎兵や騎馬警官を意味する単語であり、State Trooperは直訳すると「州騎兵」の意味になるが、もちろん騎馬警官を除いては馬は使わない。

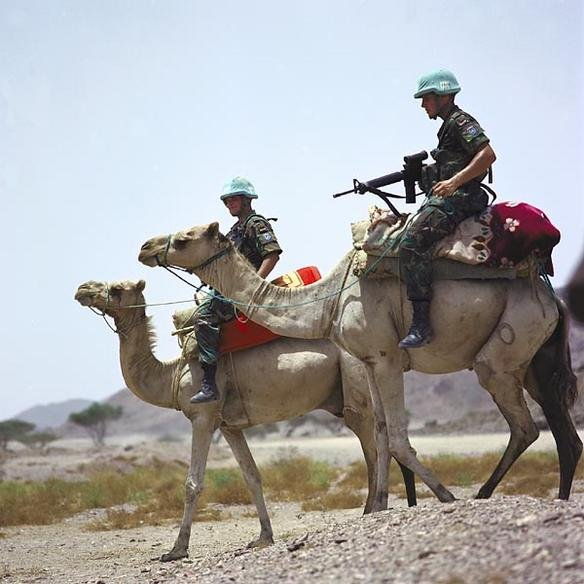
エリトリアで活動するPKFの騎馬隊員 (2005年)
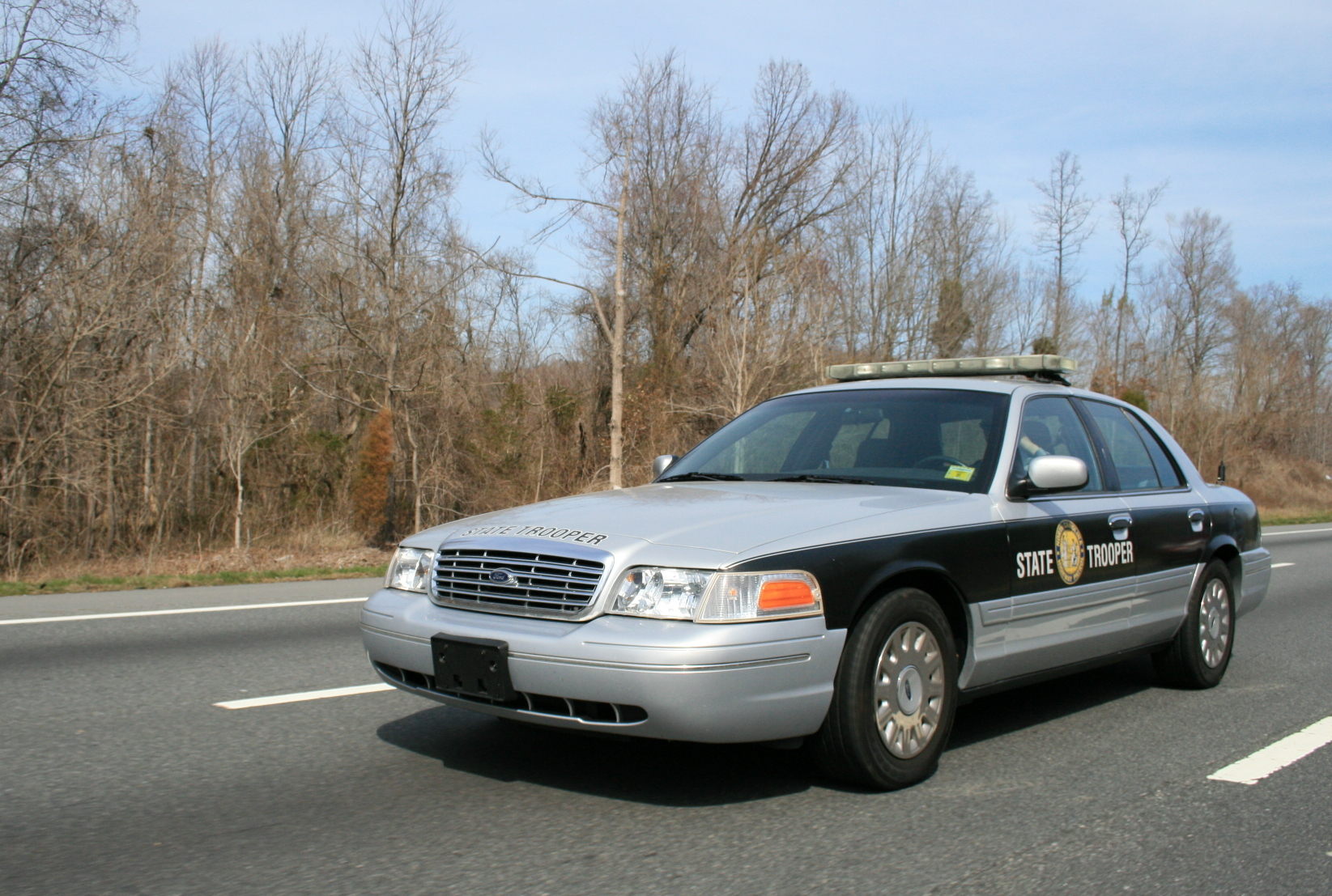
ノースカロライナ州警察ハイウェイパトロールのパトカー。 ドアに STATE TROOPER の表記がある

### エピソード
オリンピック馬術競技では1948年のロンドンオリンピックまでは男子の騎兵隊将校のみに参加資格が限られていた。1952年のヘルシンキオリンピック以降は制限がなくなった。

## 騎兵を主題とした作品
- 『騎兵隊 (映画)』
- 『第七騎兵隊』 - リトルビッグホーンの戦い
- 『進め龍騎兵』 - バラクラヴァの戦い
- 『遥かなる戦場』 - バラクラヴァの戦い　『進め龍騎兵』のリメイク
- 『戦火の馬 (映画)』
- 『Mount&Blade』 -騎兵を中心とした中世の集団戦を題材としたゲーム

### ｢騎兵｣の名を持つもの
- いすゞ・トルーパー（英：Trooper）
- 三菱・ランサー（英：Lancer＝槍騎兵）
- ロックウェルB-1「ランサー」戦略爆撃機（同上）
- 騎兵 (将棋)